# Kozia Ławka

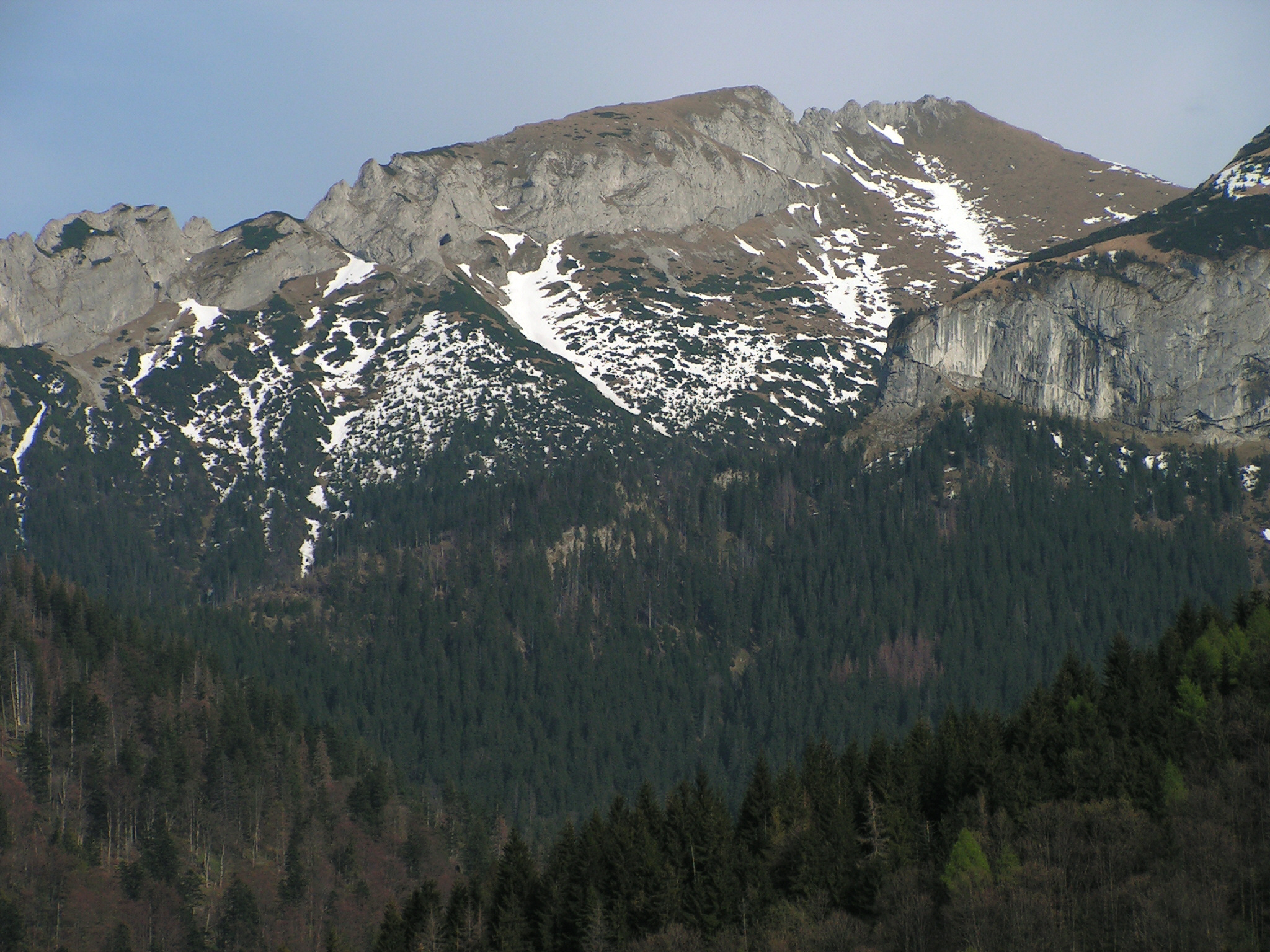
Skośna Kozia Ławka widoczna ze zbocza Nowego Kopiniaka

Kozia Ławka – szeroki zachód na wschodnich zboczach Nowej Doliny w słowackich Tatrach Bielskich w grani Kominów Zdziarskich. Opada skośnie z grzbietu Nowego Kopiniaka do piargów poniżej Pośredniej Nowej Szczerbiny.
Jest to szeroki, częściowo płytowy, częściowo trawiasty zachód. Jest ulubionym miejscem kozic, które czasami występują tu masowo. Władysław Cywiński przypuszcza, że wchodzili na niego naganiacze księcia Christiana Hohenlohego, który wykupił tę część Tatr w celach myśliwskich.
Wejście z Doliny Nowej Kozią Ławką na grań Kominów Zdziarskich nie sprawia większych trudności (0- w skali tatrzańskiej). Jest to jednak zamknięty dla turystów i taterników obszar ochrony ścisłej Tatrzańskiego Parku Narodowego.